# Christopher Cockerell
Christopher Cockerell (ur. 4 czerwca 1910 w Cambridge, zm. 1 czerwca 1999 w Hythe) – inżynier brytyjski, wynalazca poduszkowca.

## Życiorys
Urodził się w Cambridge w Anglii, gdzie jego ojciec, Sydney Cockerell, był kustoszem w Muzeum Fitzwiliam. Naukę rozpoczął w Gresham’s School w Norfolk, następnie projektowanie studiował na Uniwersytecie Cambridge – Peterhouse College.
W 1935 r. zaczął pracować dla przedsiębiorstwa Marconi jako bezpośredni inżynier, mający zajmować się produkcją urządzeń transmitujących dla stacji telewizyjnych. W 1939 r., podczas II wojny światowej, opracował nową technologię radaru, za co otrzymał pochwałę od Winstona Churchilla. Jego wynalazek miał istotne znaczenie dla przebiegu wojny i pozycji Brytyjczyków.
Cockerell wyprodukował dla Marconi 36 wynalazków, m.in. kompas lotniczy, otrzymując za każdy z nich 10 funtów, Christopher cenił się na co najmniej 100 funtów, więc w 1950 r. opuścił firmę i kupił łódź w Notfolk – Broads. Przez następne lata eksperymentował z nią, chcąc skonstruować pojazd, który eliminowałby tarcie wody przez wynoszenie łodzi na poduszce powietrznej. W końcu na początku 1950 roku na Oulton koło Lovestoft udowodnił, że było to możliwe. Po pomyślnych eksperymentach, w 1953 r. skontaktował się z rządową korporacją badającą rozwój narodowy – NRDC, która zainwestowała w jego wynalazek 1000 funtów, bowiem w ówczesnych latach Brytyjczycy byli sceptycznie nastawieni do wynalazców. Cockerell został więc zmuszony do wysprzedania własnego majątku, by sfinalizować badania.

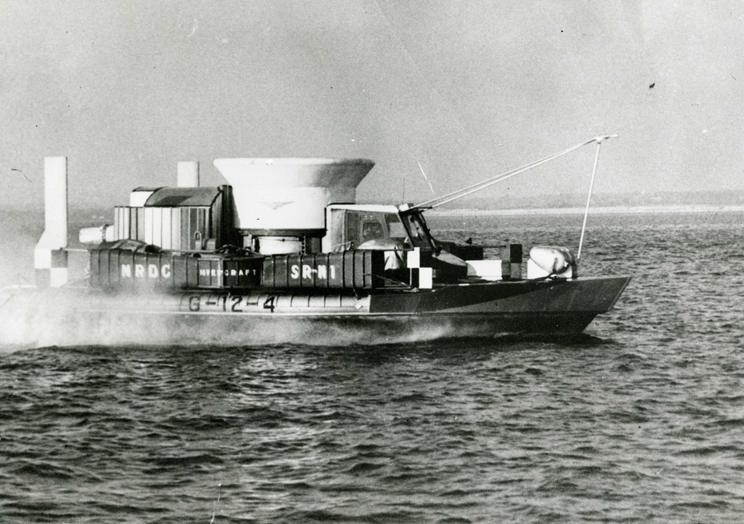
SR-N1 w 1963 r.

W 1955 r. opatentował swój pomysł, a w 1957 r., na podstawie jego projektu zbudowano pierwszy działający, 9-metrowy poduszkowiec SR–N1 (Saunders-Roe – Nautical One), którego masa wynosiła 3500 kg. Napędzany był silnikiem o mocy 540 KM, osiągał prędkość 25 węzłów. Zademonstrowano go publicznie 11 czerwca 1959 r, wznosił się ok. 20 cm nad powierzchnią wody. W tym samym roku, Cockerell opłynął nim La Manche. W 1961 r. rozpoczęto produkcję poduszkowców pasażerskich, a w rok później wprowadzono je do regularnej komunikacji wodnej, były przeznaczone do przewozu 24 pasażerów z prędkością 60 węzłów.
Za swoje osiągnięcia w dziedzinie inżynierii Christopher Cockerell otrzymał w 1969 r. tytuł szlachecki. Zmarł 1 czerwca 1999 r. w Hythe w Hampshire jako jeden z najbardziej nadzwyczajnych wynalazców XX wieku.